# 程贯一
程贯一（1928年—），男，江苏无锡人，中国船舶流体力学家，曾任中国舰船研究院高级工程师、博士生导师。